# Louis Vialleton
Louis Marius Vialleton (22 de dezembro de 1859 - 18 de dezembro de 1929) foi um zoólogo e escritor francês, mais conhecido por sua defesa da evolução não darwiniana.

## Carreira
Vialleton nasceu em Vienne, Isère. Ele foi o primeiro professor de histologia na faculdade de medicina da Universidade de Montpellier.  Vialleton rejeitou qualquer forma de evolução contínua e favoreceu o saltacionismo. 
Vialleton tentou refutar o transformismo gradual de uma perspectiva morfológica em sua obra Morphologie générale Membres et ceintures des vertébrés tétrapodes: Critique morfogique du transformisme (1924).  O zoólogo Étienne Rabaud respondeu com um artigo crítico. 
Ele contribuiu com o capítulo Morphologie et transformisme para o livro Le Transformisme (1927). As opiniões de Vialleton foram frequentemente deturpadas pelos criacionistas como antievolucionárias. Seus escritos foram influentes para criacionistas como Douglas Dewar.  Contudo, ele não rejeitou a evolução.  Ele também foi incorretamente descrito como um crítico da evolução por A. Morley Davies. 
Vialleton era um vitalista.  

## Publicações
- Un monstre double humain du genre Ectopage (1892)
- Un Problème de l'Évolution: La Théorie de la Récapitulation des Formes Ancestrales au Cours du Développement Embryonnaire (Loi Biogénétique Fondamentale de Haeckel) (1908)
- Éléments de Morphologie des Vertébrés Anatomie et Embryologie Comparées, Paléontologie et Classification (1911)[6]
- Membres et ceintures des Vertébrés Tétrapodes: Critique morphologique du transformisme (1924)
- Morphologie générale Membres et ceintures des vertébrés tétrapodes: Critique morphotogique du transformisme (1924)[7]
- Le Transformisme (1927) [com Élie Gagnebin, Lucien Cuénot, William Robin Thompson, Roland Dalbiez]
- L'origine Des Etres Vivants, L'illusion Transformiste (1929)